# Ruth Hussey
Ruth Carol Hussey (* 30. Oktober 1911 in Providence, Rhode Island; † 19. April 2005 in Newbury Park, Kalifornien) war eine US-amerikanische Filmschauspielerin. Für ihre Rolle in der Screwball-Komödie Die Nacht vor der Hochzeit wurde Hussey 1941 als beste Nebendarstellerin für den Oscar nominiert.

## Leben
Ruth Hussey wuchs in Providence auf Rhode Island auf. Ihr Vater starb an der Spanischen Grippe, als sie sieben Jahre alt war. Nachdem ihre Mutter erneut geheiratet hatte, nahm sie den Nachnamen ihres Stiefvaters an. Als Ruth O’Rourke besuchte sie das Pembroke College in Providence, das sie 1933 abschloss. An der University of Michigan in Ann Arbor studierte Ruth Hussey Schauspielerei, in den Sommermonaten wirkte sie in verschiedenen Theatertruppen mit.
Nach ihrem Studium kehrte Hussey zunächst nach Providence zurück, um bei einem lokalen Radiosender zu arbeiten. Da sich ihr auf Rhode Island keine Möglichkeiten als Schauspielerin boten, ging sie nach New York, wo sie von der Powers Modelagentur verpflichtet wurde. Daneben wirkte sie in verschiedenen Theaterstücken mit. 1937 trat Ruth Hussey in dem populären Kriminalstück Dead End von Sidney Kingsley auf, mit dem sie auf eine Tournee durch die Vereinigten Staaten ging. Bei einem Gastspiel in Los Angeles wurde ein Talentscout des Filmstudios Metro-Goldwyn-Mayer auf Hussey aufmerksam. Hussey wurde nach Probeaufnahmen unverzüglich unter Vertrag genommen und feierte ihr Filmdebüt in einer Nebenrolle in dem Spencer-Tracy-Film Die große Stadt.
In den folgenden Jahren stieg Ruth Hussey von einer unbedeutenden Nebendarstellerin zu einer gefragten Schauspielerin auf. Ihre erste größere Rolle hatte sie 1940 in King Vidors Abenteuerfilm Nordwest-Passage an der Seite von Spencer Tracy und Robert Young. Robert Young wurde zum bevorzugten Filmpartner von Ruth Hussey, zwischen 1938 und 1941 traten sie insgesamt siebenmal zusammen vor die Kamera.
Ebenfalls 1940 folgten das Kriegsdrama Flight Command mit Robert Taylor und Ruth Husseys bekannteste Rolle als die Fotografin Elizabeth Imbrie in der Screwball-Komödie Die Nacht vor der Hochzeit, die ihr eine Oscarnominierung als Beste Nebendarstellerin einbrachte. Der Erfolg von Die Nacht vor der Hochzeit führte dazu, dass Ruth Hussey auch von anderen Studios angefragt wurde. So spielte Hussey 1944 für Paramount Pictures die weibliche Hauptrolle in dem Horrorfilm Der unheimliche Gast (The Uninvited).
1942 lernte Ruth Hussey den Radioproduzenten Bob Longenecker kennen. Nur sieben Wochen nach der ersten Verabredung heirateten Hussey und Longenecker. Als 1944 der erste Sohn, Robert Longenecker, geboren wurde, unterbrach Hussey ihre Filmkarriere, um sich stärker ihrer Familie zu widmen. 1947 kam John Longenecker zur Welt, der später als Filmregisseur und Kameramann erfolgreich wurde. 1954 wurde die Tochter Mary geboren.
1948 kehrte Ruth Hussey mit dem Film noir I, Jane Doe auf die Leinwand zurück. Es folgten Rollen in so unterschiedlichen Filmen wie der Literaturverfilmung Der große Gatsby von 1949, der Martin-und-Lewis-Komödie That’s My Boy von 1951 oder dem Musical Liebe, Pauken und Trompeten von 1952. Parallel dazu trat Ruth Hussey regelmäßig im Theater auf, zu ihrem größten Erfolg wurde 1945 die Satire State of the Union, in dem sie an der Seite von Ralph Bellamy am New Yorker Broadway auftrat. Darüber hinaus zählte Ruth Hussey zu den ersten Hollywoodstars, die regelmäßig im Fernsehen auftraten. Hussey war in Serien wie Alfred Hitchcock Presents oder Climax! zu sehen und wirkte in Fernsehspielen wie der Version des Pulitzer Prize Playhouse von Der Glanz des Hauses Amberson mit.
Anfang der 1960er Jahre zog sich Ruth Hussey aus dem Filmgeschäft zurück, die Familie zog in das Dorf Lake Arrowhead im San Bernardino County. Ruth Hussey trat nur noch vereinzelt im Fernsehen auf, ihre letzte Kinorolle hatte sie 1970 als Erzählerin in dem oscarprämierten Kurzfilm The Resurrection of Broncho Billy, der von ihrem Sohn John Longenecker produziert wurde.
Ende 2002 starb Bob Longenecker nach 60 Ehejahren, Ruth Hussey starb zweieinhalb Jahre später im Alter von 93 Jahren an den Folgen einer Blinddarmoperation.
Sie war Demokratin, stimmte aber regelmäßig für Präsidentschaftskandidaten der Republikanischen Partei, unter anderem Thomas E. Dewey, Barry Goldwater und Ronald Reagan.

## Filmografie (Auswahl)
- 1937: Die große Stadt (Big City)
- 1937: Madame X
- 1938: Rich Man, Poor Girl
- 1938: Marie-Antoinette
- 1939: Maisie
- 1939: Die Frauen (The Women)
- 1939: Dünner Mann, 3. Fall (Another Thin Man)
- 1940: Nordwest-Passage
- 1940: Susan und der liebe Gott (Susan and God)
- 1940: Flight Command
- 1940: Die Nacht vor der Hochzeit (The Philadelphia Story)
- 1941: Free and Easy
- 1941: H.M. Pulham, Esq.
- 1942: Tennessee Johnson
- 1943: Tender Comrade
- 1944: Der unheimliche Gast (The Uninvited)
- 1944: Ledernacken (Marine Raiders)
- 1948: I, Jane Doe
- 1949: Der große Gatsby (The Great Gatsby)
- 1950: Alter schützt vor Liebe nicht (Louisa)
- 1950: Mr. Music
- 1951: That’s My Boy
- 1952: Liebe, Pauken und Trompeten (Stars and Stripes Forever)
- 1952: Faustrecht in Minnesota (Woman of the North Country)
- 1953: The Lady Wants Mink
- 1960: So eine Affäre (The Facts of Life)
- 1970: The Resurrection of Broncho Billy